# Habbanan bajo las estrellas
«Habbanan bajo las estrellas» (titulado originalmente en inglés, «Habbanan beneath the Stars») es un poema del escritor británico J. R. R. Tolkien, publicado de forma póstuma por su tercer hijo y principal editor de sus obras, Christopher Tolkien, en la primera parte de El libro de los cuentos perdidos. 
Según las notas que dejó el autor, el poema fue escrito cuando éste se encontraba prestando su servicio al Ejército Británico en la Primera Guerra Mundial; no obstante, se desconoce si fue en diciembre de 1915 en Brocton (Staffordshire, Inglaterra) o en junio de 1916 en Étaples (Francia). En dos de las copias que realizó, el nombre de Habbanan (probablemente traducido como ‘cerca de Valinor’ o ‘cerca de los valar’ del quenya) fue sustituido en el título por Eruman (‘más allá de la morada de los Mánir’ en gnómico), mientras que en la tercera copia fue escrito desde un primer momento. Como era habitual en él por aquella época, J. R. R. Tolkien anotó en una de las copias y junto al título original su traducción en anglosajón: «þã gebletsode felda under þãm steorrum».
El poema trata sobre la región de Habbanan, donde en los inicios de su legendarium eran trasladados los hombres que fallecían por el barco de la muerte y donde andaban errantes hasta la destrucción del mundo. Comienza además con una introducción en prosa y en la que J. R. R. Tolkien describe brevemente la región:

Pues bien, Habbanan es la región donde uno está cerca de los lugares que no son de los hombres. Allí el aire es muy dulce y muy vasto el cielo por causa de la anchura de la Tierra.
— Tolkien, 1990, «La llegada de los valar».

El grupo musical austriaco de black metal Summoning incluyó en su álbum Nightshade Forests una versión cantada del poema.